# パイプライン演算子
パイプライン演算子（パイプラインえんざんし、英語: Pipe Operator）(|>)は、ある式の結果を別の式に1つ目の引数として渡す演算子である。
主に、関数の引数に他の関数を書く際に、ネストが深くなりコードが読みにくくなるのを防ぐためにある。
Elixir、F#、R言語などにある。

## 例
Elixirの例である。
```
String
.
split
(
String
.
upcase
(
String
.
trim
(
" Hello, world "
)))
 
#=> ["HELLO," "WORLD"]

```

このように、パイプ演算子を使うことによって、よりコードが直感的に読めるようになる
```
" Hello, world "
 
|>
 
String
.
trim
 
|>
 
String
.
upcase
 
|>
 
String
.
split
 
#=> ["HELLO," "WORLD"]

```

## 言語別のパイプライン演算子

### Elixir
「Hello, world」を表示するプログラムである。
```
IO
.
puts
 
"Hello, world!"

```

これはパイプライン演算子を使って、次のように記述できる。
```
"Hello, world!"
 
|>
 
IO
.
puts

```

### R
リストを平坦化して各項を2倍する処理は次のように書ける。
```
[
1
,
 
[
2
],
 
3
]
 
|>
 
List.flatten
 
|>
 
Enum.map
(
&
(
&
1
 
*
 
2
))

```

### F#
F#におけるパイプライン演算子の使用例である。
```
let
 
result
 
=
 
100
 
|>
 
function1
 
|>
 
function2

```

### JavaScript
JavaScriptにおけるパイプライン演算子の使用例である。(JavaScriptにおいては、ECMAScript草案のステージ1に当たる段階なので、動作しない可能性があることに留意)
```
let
 
result
 
=
 
100
 
|>
 
function1
 
|>
 
function2

```

### Haskell
Haskellにおけるパイプライン演算子の使用例である。Haskellでは&を使用する。
```
result
 
=
 
100
 
&
 
function1
 
&
 
function2

```